# Pierre runique de Kingigtorssuaq
La pierre runique de Kingigtorssuaq a été trouvée en 1824 dans un cairn, sur l'ile de Kingigtortagdlit, dans les environs d’Upernavik, dans l'Ouest du Groenland.

## Description
Sur cette pierre runique figurent des inscriptions vikings en Norrois du Groenland datant probablement du XIIIe siècle, parlant de trois Vikings et de la construction d’un cairn à proximité. Cette pierre est l’artéfact viking le plus au nord jamais trouvé. Elle marque la limite nord des explorations vikings.

## Datation
La datation de cette pierre va de 1250 à 1330 selon les chercheurs.

## Conservation
Cette pierre se trouve maintenant au Musée national du Danemark, à Copenhague.